# Apechoneura vieja
Apechoneura vieja là một loài tò vò trong họ Ichneumonidae.